# Championnats d'Asie de boxe amateur 1967
Navigation
Édition précédente Édition suivante
La 3e édition des championnats d'Asie de boxe amateur s'est déroulée à Colombo, Sri Lanka, du 10 au 15 décembre 1967. 

## Résultats

### Podiums
| Catégories                    | Or                | Argent                   |
| Poids mi-mouches (-48 kg)     | Hatha Karunaratne | N. Isogai                |
| Poids mouches (-51 kg)        | Parpan Duangcha   | Gonzaga                  |
| Poids coqs (-54 kg)           | Chang Kyou-chul   | Chartchai Udompaichutkul |
| Poids plumes (-57 kg)         | Kim Seong-eun     | Teogenes Pelegrino       |
| Poids légers (-60 kg)         | Lee Chang-kil     | Hanabusa                 |
| Poids super-légers (-63,5 kg) | Niyom Prasertson  | Khaliq                   |
| Poids welters (-67 kg)        | Park Koo-il       | Vilarlaksh               |
| Poids super-welters (-71 kg)  | Sato              | Song Sang                |
| Poids moyens (-75 kg)         | Sultan Mahmud     | Mirbacian                |
| Poids mi-lourds (-81 kg)      | Ali Abbassi       | Mohamed Gul              |
| Poids lourds (+81 kg)         | Omran Khatami     | Abdul Rehman             |

### Tableau des médailles
| Place | Pays             | Médaille d'or, Asie | Médaille d'argent, Asie | Total |
| ----- | ---------------- | ------------------- | ----------------------- | ----- |
| 1     | Corée du Sud     | 4                   | 0                       | 4     |
| 2     | Thaïlande        | 2                   | 3                       | 5     |
| 3     | Iran             | 2                   | 1                       | 3     |
| 4     | Pakistan         | 1                   | 3                       | 4     |
| 5     | Japon            | 1                   | 2                       | 3     |
| 6     | Sri Lanka        | 1                   | 0                       | 1     |
| 7     | Philippines      | 0                   | 2                       | 2     |
| Total | 7 pays médaillés | 11                  | 11                      | 22    |